# 小行星6548
小行星6548是一颗围绕太阳公转的小行星。1988年1月22日，亨利·德波鸿诺在拉西拉天文台发现了此天体。
这颗小行星的绝对星等为352.71659等。